# Hasslarp
Hasslarp är en tätort i Helsingborgs kommun i Skåne län. Från 2015 ingår en obebodd del av Ängelholms kommun i tätorten.

## Historia
Hasslarp grundades vid slutet av 1800-talet då ett sockerbruk anlades där Skåne–Hallands Järnväg korsar Hasslarpsån. Framställning av socker ur betor krävde tillgång till stora mängder vatten. Ursprungligen hette samhället Lyckåker men eftersom sockerbrukets ekonomi var mycket dålig de första åren ändrades namnet i folkmun till Olycksåker. Av det skälet bytte samhället namn till Hasslarp, som ursprungligen var namnet på en lantgård några kilometer norrut.   
Hasslarps sockerbruk lades ner 1993.

### Befolkningsutveckling
| Befolkningsutvecklingen i Hasslarp 1960–2020 | Befolkningsutvecklingen i Hasslarp 1960–2020 | Befolkningsutvecklingen i Hasslarp 1960–2020 | Befolkningsutvecklingen i Hasslarp 1960–2020 | Befolkningsutvecklingen i Hasslarp 1960–2020 |
| -------------------------------------------- | -------------------------------------------- | -------------------------------------------- | -------------------------------------------- | -------------------------------------------- |
|                                              |                                              |                                              |                                              |                                              |
| År                                           |                                              |                                              | Folkmängd                                    | Areal (ha)                                   |
| 1960                                         | 1960                                         |                                              | 501                                          |                                              |
| 1965                                         | 1965                                         |                                              | 573                                          |                                              |
| 1970                                         | 1970                                         |                                              | 572                                          |                                              |
| 1975                                         | 1975                                         |                                              | 472                                          |                                              |
| 1980                                         | 1980                                         |                                              | 429                                          |                                              |
| 1990                                         | 1990                                         |                                              | 385                                          | 51                                           |
| 1995                                         | 1995                                         |                                              | 476                                          | 51                                           |
| 2000                                         | 2000                                         |                                              | 424                                          | 51                                           |
| 2005                                         | 2005                                         |                                              | 447                                          | 51                                           |
| 2010                                         | 2010                                         |                                              | 474                                          | 51                                           |
| 2015                                         | 2015                                         |                                              | 542                                          | 61                                           |
| 2018                                         | 2018                                         |                                              | 600                                          | 60                                           |
| 2020                                         | 2020                                         |                                              | 585                                          | 60                                           |
|                                              |                                              |                                              |                                              |                                              |

## Personer från orten
Den svensk-amerikanska skådespelerskan Anna Q. Nilsson tillbringade några av sina barndomsår i Hasslarp.